# ۲۳ (عدد)
۲۳ به حروف بیست و سه یک عدد طبیعی است که بعد از ۲۲ و قبل از ۲۴ قرار دارد.

## ریاضیات
- ۲۳ نهمین عدد اول است و کوچکترین عدد اول فردی است که جزء اعداد اول دوقلو نیست.
- مجموع ۲۳ عدد اول نخست برابر ۸۶۴ است که بر ۲۳ بخش‌پذیر است.
- ۲۳ یکی از دو عددی است که نمی‌توان آن را به صورت مجموع کمتر از ۹ عدد مکعب کامل نوشت. عدد دیگر ۲۳۹ است.

## علوم و فناوری
- عدد اتمی وانادیم
- عدد جرمی ایزوتوپ پایدار سدیم
- سلول زایای معمولی انسان ۲۳ کروموزوم دارد. سایر سلول‌های انسان ۴۶ کروموزوم در ۲۳ جفت دارند.
- طول پیام آرسیبو که برای یافتن هوش فراکهکشانی به فضا فرستاده شد.
- انحراف مداری زمین حدود ۲۳ درجه است.